# Niederhausbergen
 Niederhausbergen (en alsacià Níderhüsbarje) és un municipi francès, situat a la regió del Gran Est, al departament del Baix Rin. L'any 1999 tenia 1.380 habitants.
Forma part del cantó de Hœnheim, del districte d'Estrasburg i de la Strasbourg Eurométropole.

## Demografia
| 1962 | 1968 | 1975 | 1982 | 1990  | 1999  |
| ---- | ---- | ---- | ---- | ----- | ----- |
| 537  | 666  | 753  | 790  | 1.212 | 1.380 |

## Administració
| Període   | Identitat         | Partit |
| --------- | ----------------- | ------ |
| 1989-1995 | Jean Meyer        |        |
| 1995-2008 | Dominique Stephan |        |
| 2008-     | Jean-Luc Herzog   |        |